# L'òpera dels tres rals
L'òpera dels tres rals (alemany: Die Dreigroschenoper [diː dʁaɪˈɡʁɔʃn̩ˌʔoːpɐ] ) és una "obra de teatre amb música" alemanya de 1928 de Bertolt Brecht, adaptada d'una traducció d'Elisabeth Hauptmann de l'òpera de balades anglesa del segle xviii de John Gay, L'òpera del captaire, i quatre balades de François Villon, amb música de Kurt Weill. Tot i que hi ha debat sobre quina contribució, si és que n'hi ha, podria haver fet Hauptmann al text, Brecht sol figurar com a únic autor del text. 
L'obra ofereix una crítica socialista del món capitalista . Es va estrenar el 31 d'agost de 1928 al Theater am Schiffbauerdamm de Berlín.
Amb influències del jazz i la música de ball alemanya, les cançons de L'òpera dels tres rals han estat àmpliament versionades i s'han convertit en  estàndards , com ara Die Moritat von Mackie Messer ("La balada de Mack el navalla") i Seeräuberjenny ("La pirata Jenny").
L'òpera dels tres rals s'ha representat al Regne Unit, els Estats Units, França, Rússia, Itàlia i Hongria. També s'ha adaptat al cinema i a la ràdio. La versió en alemany del 1928 va entrar al domini públic als Estats Units el 2024.

## Fons

### Orígens
L'hivern de 1927-1928, Elisabeth Hauptmann, l'amant de Brecht en aquell moment, va rebre una còpia de l'obra de Gay d'uns amics a Anglaterra i, fascinada pels personatges femenins i la seva crítica de la condició dels pobres londinencs, va començar a traduir-la a l'alemany. Brecht al principi va mostrar poc interès en el seu projecte de traducció, però l'abril de 1928 va intentar interessar l'empresari Ernst Josef Aufricht en una obra que estava escrivint anomenada Fleischhacker, que, de fet, ja havia promès a un altre productor. Aufricht buscava una producció per llançar la seva nova companyia teatral al Theater am Schiffbauerdamm de Berlín, però no va quedar impressionat pel so de Fleischhacker. Brecht va proposar immediatament una traducció de L'òpera del captaire, al•legant que ell mateix l'havia estat traduint. Va lliurar la traducció de Hauptmann a Aufricht, que immediatament va signar un contracte. Brecht va proposar a Weill que escrivís la música i va passar els següents quatre mesos escrivint el llibret. 
Brecht va utilitzar quatre cançons del poeta francès François Villon. En lloc de traduir el francès ell mateix, va utilitzar les traduccions de Karl Anton Klammer, la mateixa font que havia estat utilitzant des de les seves primeres obres.
El primer acte de les dues obres comença amb la mateixa melodia ("Peachum's Morning Chorale"/"An Old Woman Clothed In Gray"), però aquest és l'únic material que Weill va manllevar de les melodies que Johann Christoph Pepusch va arranjar per a L'òpera del captaire. El títol Die Dreigroschenoper es va determinar només una setmana abans de l'estrena; s'havia anunciat anteriorment com simplement The Beggar's Opera (en anglès), amb el subtítol "Die Luden-Oper" ("L' òpera del proxeneta").
Escrivint el 1929, Weill va deixar clares les intencions polítiques i artístiques de l'obra:
| « | Amb la Dreigroschenoper arribem a un públic que o bé no ens coneixia gens o bé ens considerava incapaços de captivar els oients... L'òpera es va fundar com una forma d'art aristocràtica... Si l'estructura de l'òpera no pot resistir l'impacte de l'època, aleshores aquesta estructura ha de ser destruïda... A la Dreigroschenoper , la reconstrucció va ser possible en la mesura que aquí teníem l'oportunitat de començar de zero.. | » |

Weill va afirmar en aquell moment que "la música no pot afavorir l'acció de l'obra ni crear-ne el rerefons", sinó que aconsegueix el seu valor just quan interromp l'acció en els moments adequats."

### Música
La partitura de Weill mostra la influència del jazz i la música de ball alemanya de l'època. L'orquestració implica un petit conjunt amb força instruments duplicats (en les interpretacions originals, per exemple, uns 7 intèrprets van cobrir un total de 23 parts instrumentals, tot i que les interpretacions modernes solen utilitzar uns quants intèrprets més). 

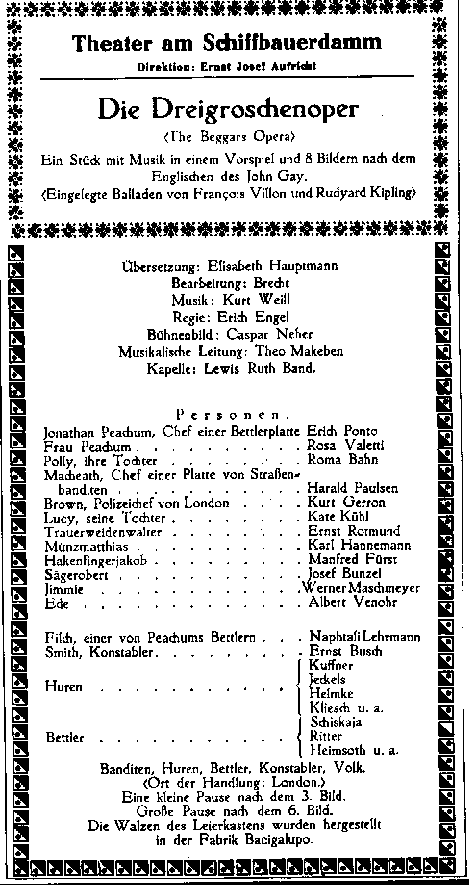
Cartell de l'estrena al Theater am Schiffbauerdamm de Berlín, el 31 d'agost de 1928. El nom de Lotte Lenya, que interpretava Jenny, va ser omès per error.

## Estrenes

### Alemanya
Die Dreigroschenoper es va estrenar al Theater am Schiffbauerdamm el 1928 amb un decorat dissenyat per Caspar Neher. Malgrat una acollida inicial deficient, va esdevenir un gran èxit, representant-se 400 vegades en els dos anys següents. La representació va ser un trampolí per a una de les intèrprets més conegudes de l'obra de Brecht i Weill, Lotte Lenya, que estava casada amb Weill. La producció es va convertir en una gran favorita del "reglament elegant" de Berlín: el comte Harry Kessler va registrar al seu diari haver-se trobat a la representació amb un ambaixador i un director del Dresdner Bank (i les seves esposes), i va concloure: "Simplement cal haver-hi estat".
Els crítics no van passar per alt que Brecht havia inclòs les quatre cançons de Villon traduïdes per Ammer. Brecht va respondre dient que tenia "una laxitud fonamental en qüestions de propietat literària."
El 1933, quan Weill i Brecht van ser obligats a abandonar Alemanya per la presa del poder pels nazis, l'obra havia estat traduïda a 18 idiomes i representada més de 10.000 vegades en escenaris europeus.

### Regne Unit
Al Regne Unit, la primera representació completament escenificada es va fer el 9 de febrer de 1956, sota la direcció de Berthold Goldschmidt, tot i que hi havia hagut un concert el 1933 i una representació semiescenificada el 28 de juliol de 1938. Entremig, el 8 de febrer de 1935, Edward Clark va dirigir la primera emissió britànica de l'obra. Va rebre crítiques ferotges d'Ernest Newman i altres crítics. Però les crítiques més ferotges van venir del mateix Weill, que la va descriure en privat com "la pitjor representació imaginable... tot plegat va ser completament malinterpretat". Però les seves crítiques semblen haver estat pel concepte de l'obra com una versió germanitzada de The Beggar's Opera, més que no pas per la direcció que en va fer Clark, de la qual Weill no va fer cap menció.

### Estats Units
Els Estats Units van conèixer l'obra a través de la versió cinematogràfica de G.W. Pabst , que es va estrenar a Nova York el 1931.
La primera producció americana, adaptada a l'anglès per Gifford Cochran i Jerrold Krimsky i posada en escena per Francesco von Mendelssohn, va protagonitzar Robert Chisholm com a Macheath. Es va estrenar a Broadway, a l'Empire Theatre, el 13 d'abril de 1933, i es va tancar després de 12 funcions. Les crítiques van elogiar la música però van criticar durament la producció, i el crític Gilbert Gabriel la va qualificar d'"un enigma trist".

### França
Una versió francesa produïda per Gaston Baty i escrita per Ninon Steinhof i André Mauprey es va presentar l'octubre de 1930 al Théâtre Montparnasse de París. Es va traduir com a L'Opéra de quat'sous.

### Rússia
El 1930 l'obra es va estrenar a Moscou al Teatre Kamerny, dirigida per Alexander Tairov. Va ser l'única obra de Brecht que es va representar a Rússia durant la seva vida. Izvestia ho desaprovava: "Ja és hora que els nostres teatres deixin de retre homenatge al mal gust petitburgès i, en canvi, es centrin en temes més rellevants."

### Itàlia
La primera producció italiana, titulada L'opera da tre soldi i dirigida per Giorgio Strehler, es va estrenar al  Piccolo Teatro de Milà el 27 de febrer de 1956 amb la presència de Bertolt Brecht. El repartiment incloïa: Tino Carraro (Mackie), Mario Carotenuto (Peachum), Marina Bonfigli (Polly), Milly (Jenny) i Enzo Tarascio (cap de policia). El director d'orquestra era Bruno Maderna. Els dissenys d'escenografia van ser de Luciano Damiani i Teo Otto i el disseny de vestuari, d'Ezio Frigerio.

### Hongria
La primera representació hongaresa de l'obra va ser al Teatre de la Comèdia de Budapest (Vígszínház), el 6 de setembre de 1930. Es va titular A koldus operaja, que és una referència a l'òpera original de Gay. L'obra va ser traduïda per Jenő Heltai, que va barrejar la música de Weill i Pepusch, i també els textos de Brecht i Gay. El director va ser Ernő Szabolcs, el repartiment incloïa: Pál Jávor (Mackie), Franciska Gaal (Polly), Gerő Mály (Peachum), Ella Gombaszögi (Sra. Peachum).

### Catalunya
La primera traducció catalana de L'òpera dels tres rals va ser l'any 1963, interpretada per l'Agrupació Dramàtica de Barcelona, estrenant-se al Palau de la Música Catalana.
El 1984 es tornà a representar, aquest cop al teatre Romea, i seguint una idea de Joan Oliver, es traslladà l'acció del Londres victorià a la Barcelona de 1929. L'adaptació va ser obra de Joan Oliver (text) i de Feliu Formosa (lletres); la direcció musical va ser de Joan-Albert Amargós, la direcció escènica era de Mario Gas i la coreografia de Anna Briansó. El repartiment estava encapçalat per Felip Peña, Elisenda Ribas, Vicky Peña, Constantino Romero i Carles Canut.

## Personatges
| Personatge | Tipus de veu  | Repartiment de l'estrena, 31 d'agost de 1928 Director: Theo Mackeben |
| --- | ------------- | -------------------------------------------------------------------- |
| Macheath ("Mackie Messer"/"Mack el Navalla"), el criminal més gran i famós de Londres                                                                                | tenor/baríton | Harald Paulsen                                                       |
| Jonathan Jeremiah Peachum, l'"Amic del Captaire", controlador de tots els captaires de Londres; conspira per penjar Mack                                             | baríton       | Erich Ponto                                                          |
| Celia Peachum ("Frau Peachum"), l'esposa de Peachum; l'ajuda a dirigir el negoci                                                                                     | mezzo-soprano | Rosa Valetti                                                         |
| Polly Peachum, la filla dels Peachum; després de conèixer en Mack només durant cinc dies, accepta casar-s'hi                                                         | soprano       | Roma Bahn                                                            |
| Jackie "Tiger" Brown, cap de policia de Londres i millor amic de Mack des de l'època de l'exèrcit                                                                    | baríton       | Kurt Gerron                                                          |
| Lucy Brown, filla de Tiger Brown; afirma estar casada amb Mack | soprano       | Kate Kühl                                                            |
| Jenny ("Spelunken-Jenny"/"Low-Dive Jenny"/"Ginny Jenny"), una prostituta que va tenir una relació romàntica amb Macheath; és subornada per lliurar Mack a la policia | mezzo-soprano | Lotte Lenya                                                          |
| Filch, un jove inadaptat que s'acosta als Peachums amb l'esperança d'aprendre a ser captaire                                                                         | tenor         | Naphtali Lehrmann                                                    |
| El cantant de carrer ("Moritatensänger"), canta "La balada de Mack el Navalla" a l'escena inicial                                                                    | baríton       | Kurt Gerron                                                          |
| Smith, un agent de policia | baríton       | Ernst Busch                                                          |
| Walter | tenor         | Ernst Rotmund                                                        |
| Matthias | tenor         | Karl Hannemann                                                       |
| Jakob | tenor         | Manfred Fürst                                                        |
| Jimmie | tenor         | Werner Maschmeyer                                                    |
| Ede | tenor         | Albert Venohr                                                        |
| Captaires, gàngsters, meuques, agents |               |                                                                      |

## Sinopsi

### Visió general
Ambientada al Londres victorià, l'obra se centra en Macheath, un antiheroi amoral que lidera una banda criminal, cometent robatoris, incendis provocats, violacions i assassinats.
Macheath ("Mackie", o "Mack el Ganivet") es casa amb Polly Peachum. Això disgusta al seu pare, que controla els captaires de Londres, i intenta que Macheath sigui penjat. Els seus intents es veuen obstaculitzats pel fet que el cap de policia, Tiger Brown, és un antic camarada de l'exèrcit de Macheath. Tot i això, Peachum exerceix la seva influència i finalment aconsegueix que Macheath sigui arrestat i condemnat a la forca. Macheath escapa d'aquest destí mitjançant un deus ex machina moments abans de l'execució quan, en una paròdia desenfrenada d'un final feliç, arriba un missatger de la reina per perdonar Macheath i atorgar-li el títol de baró. Els detalls del text original de 1928 sovint s'han modificat substancialment en produccions posteriors.
Un esborrany de narració de Brecht per a un concert comença així: "Esteu a punt d'escoltar una òpera per a captaires. Com que aquesta òpera estava pensada per ser tan esplèndida com només els captaires poden imaginar, i tot i així prou barata perquè els captaires la poguessin veure, s'anomena l' Òpera dels Tres rals".

### Pròleg
Un cantant de carrer entreté la multitud amb la balada il·lustrada d'assassinat o Bänkelsang, titulada "Die Moritat von Mackie Messer" ("Balada de Mack el Navalla"). Quan la cançó conclou, un home ben vestit abandona la multitud i creua l'escenari. Aquest és Macheath, àlies "Mack el Navalla".

### Acte 1
La història comença a la botiga de Jonathan Jeremiah Peachum, el cap dels captaires de Londres, que equipa i entrena els captaires a canvi d'una part dels seus guanys de la mendicitat. A la primera escena, l'abast de la iniquitat de Peachum queda immediatament al descobert. Filch, un nou captaire, es veu obligat a subornar per accedir a la professió i acceptar pagar a Peachum el 50 per cent del que guanyava; el dia anterior havia estat greument apallissat per demanar almoina dins de l'àrea de jurisdicció del programa de protecció de Peachum.
Després d'acabar amb l'home nou, en Peachum s'adona que la seva filla adulta, Polly, no va tornar a casa la nit anterior. En Peachum, que veu la seva filla com a propietat privada, conclou que s'ha involucrat amb en Macheath. Això no li convé gens a en Peachum, i es decideix a frustrar aquesta relació i destruir en Macheath.
L'escena canvia a un estable buit on el mateix Macheath es prepara per casar-se amb la Polly un cop la seva banda hagi robat i portat tot el menjar i els mobles necessaris. No s'intercanvien vots, però la Polly està satisfeta i tothom s'asseu a un banquet. Com que cap dels membres de la banda pot oferir l'entreteniment adequat, la Polly s'aixeca i canta "Seeräuberjenny", una fantasia de venjança en què és una rebostera que es converteix en reina pirata per ordenar l'execució dels seus caps i clients. La banda es posa nerviosa quan arriba el cap de policia, Tiger Brown, però tot forma part de l'acte; Brown havia servit amb en Mack a les guerres colonials d'Anglaterra i havia intervingut en nombroses ocasions per evitar la detenció de Macheath al llarg dels anys. Els vells amics canten un duet a la "Kanonen-Song" ("Cançó del canó" o "Cançó de l'exèrcit"). A l'escena següent, la Polly torna a casa i anuncia desafiadorament que s'ha casat amb en Macheath cantant la "Barbarasong" ("Cançó de Barbara"). Ella resisteix fermament la ira dels seus pares, però sense voler revela les connexions de Brown amb Macheath, que els seus pares posteriorment utilitzen en el seu benefici.

### Acte 2
La Polly adverteix a en Macheath que el seu pare intentarà fer-lo arrestar. Finalment, ell està convençut que en Peachum té prou influència per fer-ho i fa els preparatius per marxar de Londres, explicant els detalls del seu "assumpte" de bandit a la Polly perquè ella pugui gestionar-ho en la seva absència. Abans de marxar de la ciutat, s'atura al seu bordell preferit, on veu la seva examant, la Jenny. Canten la "Zuhälterballade" ("Balada del proxeneta", una de les cançons de Villon traduïda per Ammer) sobre els seus dies junts, però en Macheath no sap que la senyora Peachum ha subornat la Jenny perquè el denunciï. Malgrat les disculpes de Brown, no hi ha res que pugui fer, i en Macheath és arrossegat a la presó. Després de cantar la "Ballade vom angenehmen Leben" ("Balada de la vida agradable", una altra cançó de Villon/Ammer), una altra xicota, Lucy (filla de Brown) i Polly apareixen alhora, preparant l'escenari per a una discussió desagradable que es converteix en l'"Eifersuchtsduett" ("Duet de gelosia"). Després que Polly marxi, Lucy maquina la fugida de Macheath. Quan el Sr. Peachum ho descobreix, s'enfronta a Brown i l'amenaça, dient-li que alliberarà tots els seus captaires durant la desfilada de coronació de la reina Victòria, arruïnant la cerimònia i costant-li la feina a Brown.

### Acte 3
La Jenny arriba a la botiga dels Peachum per exigir els seus diners per la traïció de Macheath, però la senyora Peachum es nega a pagar-los. La Jenny revela que Macheath és a casa de la Suky Tawdry. Quan arriba Brown, decidit a arrestar Peachum i els captaires, s'horroritza en saber que els captaires ja són en posició i que només el senyor Peachum els pot aturar. Per aplacar Peachum, l'única opció de Brown és arrestar Macheath i executar-lo. A l'escena següent, Macheath torna a la presó i intenta desesperadament recaptar un suborn suficient per sortir-ne, fins i tot mentre s'està muntant la forca.
Aviat queda clar que ni la Polly ni els membres de la banda poden, o estan disposats, a recaptar diners, i Macheath es prepara per morir. Lamenta el seu destí i planteja les preguntes "marxistes": "Què és obrir un pany comparat amb comprar accions? Què és entrar a un banc comparat amb fundar-ne un? Què és assassinar un home comparat amb contractar-ne un?" 
Macheath demana perdó a tothom ("Grabschrift"). Aleshores, un canvi de rumb sobtat i intencionadament còmic: Peachum anuncia que en aquesta òpera la misericòrdia prevaldrà sobre la justícia i que arribarà un missatger a cavall ("Gang zum Galgens"); Brown arriba com aquest missatger i anuncia que Macheath ha estat perdonat per la reina i li han concedit un títol, un castell i una pensió. L'elenc canta llavors el Final, que acaba amb una súplica que les males accions no siguin castigades massa durament, ja que la vida ja és prou dura.

## Números musicals

### Preludi
11. Ouvertura

12. Die Moritat von Mackie Messer ("La balada de Mack el Navalla" – Cantant de carrer)

### Acte 1
13. Morgenchoral des Peachum (Coral del matí de Peachum – Peachum, Sra. Peachum)

14. Anstatt dass-Song ((En comptes de cançó – Peachum, Sra. Peachum)

15. Hochzeits-Lied ((Cançó de noces – Quatre gàngsters)

16. Seeräuberjenny (Pirate Jenny – Polly)

17. Kanonen-Song (Cançó del canó – Macheath, Brown)

18. Liebeslied (Cançó d'amor – Polly, Macheath)

19. Barbarasong (Cançó de Barbara – Polly)

10. I. Dreigroschenfinale (Primer final dels tres rals – Polly, Peachum, Mrs Peachum)

### Acte 2
11.a Melodram (Melodrama – Macheath)

11a. Polly's Lied (Cançó de Polly – Polly)

12.a Ballade von der sexuellen Hörigkeit (Ballada de la Dependència Sexual – Mrs Peachum)

13.a Zuhälterballade (Ballada dels xulos o Ballada del tango – Jenny, Macheath)

14.a Ballade vom angenehmen Leben (Balada de la bona vida – Macheath)

15.a Eifersuchtsduett (Duet de gelosia – Lucy, Polly)

15b. Arie der Lucy (Aria de Lucy – Lucy)

16.a II. Dreigroschenfinale (Segon final dels tres rals – Macheath, Mrs Peachum, Chorus)

### Acte 3
17.a Lied von der Unzulänglichkeit menschlichen Strebens (Cançó de la insuficiència de la lluita humana – Peachum)

17a. Reminiszenz (Reminiscència)

18.a Salomonsong (Cançó de Solomon – Jenny)

19.a Ruf aus der Gruft (Crit des de la tomba – Macheath)

20.a Grabschrift (Inscripció a la tomba – Macheath)

20a. Gang zum Galgen (Caminar cap a la forca – Peachum)

21.a III. Dreigroschenfinale (Tercer final dels tres rals – Brown, Mrs Peachum, Peachum, Macheath, Polly, Cor)

## Recepció

### Òpera o teatre musical?
La naturalesa ambivalent de L'òpera dels tres rals , derivada d'una òpera de balades del segle xviii però concebuda en termes de teatre musical del segle xx, ha donat lloc a debats sobre com es pot caracteritzar millor. Segons el crític i musicòleg Hans Keller, l'obra és "l' òpera de baix nivell més important possible per a gent alta i el musical de baix nivell més complet per a gent baixa".
L'autoritat en Weill, Stephen Hinton, assenyala que "l'ambigüitat genèrica és clau per a l'èxit durador de l'obra", i assenyala l'estatus híbrid deliberat de l'obra:
| « | Per a Weill, [ L'òpera dels tres rals ] no va ser només "la reacció més coherent a [Richard] Wagner"; també va marcar un pas positiu cap a una reforma operística. En rebutjar explícitament i implícitament les tradicions més serioses del teatre de l'òpera, Weill va crear una forma mixta que incorporava teatre parlat i idiomes musicals populars. La paròdia de la convenció operística (del lirisme romàntic i els finals feliços) constitueix un recurs central. | » |

### "Mack el Navalla"
El lament inicial i final de l'obra, "Die Moritat von Mackie Messer", va ser escrit just abans de l'estrena a Berlín, quan l'actor Harald Paulsen (Macheath) va amenaçar amb deixar l'obra si el seu personatge no rebia una presentació; aquesta emergència creativa va donar lloc al que es convertiria en la cançó més popular de l'obra, posteriorment traduïda a l'anglès per Marc Blitzstein com a "Mack the Knife", i ara un estàndard de jazz que Louis Armstrong, Bobby Darin, Ella Fitzgerald, Sonny Rollins, Frank Sinatra, Peggy Lee, Michael Bublé, Robbie Williams i molts altres han interpretat. El 2015, la Biblioteca del Congrés va afegir les gravacions de "Mack the Knife" de Louis Armstrong i Bobby Darin al Registre Nacional de Gravacions. Ha estat nomenada una de les cent cançons més populars del segle xx.
El 1986, la cadena de menjar ràpid americana McDonald's va llançar una campanya publicitària amb una nova mascota, "Mac Tonight", basada lliurement en la lletra de "Mack the Knife", que incluia una paròdia de la cançó. L'anunci, que s'associava amb un augment del 10% en els clients que hi anaven més tard en alguns restaurants californians en aquell moment, va provocar una demanda del fill de Bobby Darin, Dodd Mitchell Darin. . La demanda es referia a la paròdia creada per McDonald's, que afirmava que violava la llei de drets d'autor . El cas es va resoldre fora dels tribunals sense necessitat d'una vista judicial. Després d'això, la mascota va ser eliminada en gran part del màrqueting de McDonald's.

### "Pirate Jenny"
"Pirate Jenny" és una altra cançó coneguda de l'obra, que des de llavors ha estat enregistrada per Nina Simone, Judy Collins, Tania Tsanaklidou, i Marc Almond, entre d'altres. A més, Steeleye Span la va enregistrar amb el títol alternatiu "The Black Freighter". Recentment, la drag queen Sasha Velour ha fet una adaptació amb el mateix nom per a una entrega de One Dollar Drags, una antologia de curtmetratges.

### "El segon final de tres rals"
Sota el títol "What Keeps Mankind Alive?", aquest tema ha estat enregistrat pels Pet Shop Boys a la cara B del seu senzill de 1993 "Can You Forgive Her?", i en dos àlbums. Tom Waits el va versionar en dos àlbums, i William S. Burroughs el va interpretar en un documental de 1994.

## Noves produccions

### Alemanya
Després de la Segona Guerra Mundial, la primera representació teatral a Berlín va ser una producció en brut de L'òpera dels tres rals al Theater am Schiffbauerdamm. Wolf Von Eckardt va descriure la representació de 1945 on els membres del públic van escalar les ruïnes i van passar per un túnel per arribar a l'auditori a l'aire lliure privat del sostre. A més de l'olor de cadàvers atrapats sota les runes, Eckardt recorda que els mateixos actors estaven "esgotats, famolencs [i] amb draps autèntics. Molts dels actors... acabaven de ser alliberats del camp de concentració. Cantaven no bé, però lliurement" Barrie Kosky va tornar a produir l'obra al Theater am Schiffbauerdamm el 2021. La producció va viatjar al Ruhrfestspiele el 2022, a l' [Internationaal Theater Amsterdam]], al Teatro Argentina de Roma, al Festival Internacional d'Edinburgh el 2023, i el 2024 a l'Adelaide Festival i a la Brooklyn Academy of Music el 2025.

### França
La pel•lícula sw Pabst The Threepenny Opera es va projectar en la seva versió francesa el 1931. El 1937 hi va haver una producció d'Ernst Josef Aufricht al Théâtre de l'Étoile que va fracassar, tot i que el mateix Brecht havia assistit als assajos. L'obra no es va reprendre a França fins després de la Segona Guerra Mundial.

### Regne Unit
A Londres, les noves produccions del West End i de l'Off-West End inclouen:
- Royal Court Theatre, del 9 de febrer al 20 de març de 1956 i Aldwych Theatre, a partir del 21 de març de 1956. Dirigida per Sam Wanamaker. Amb Bill Owen com a Macheath i Daphne Anderson com a Polly.[47]
- Prince of Wales Theatre i Piccadilly Theatre, estrena el 10 de febrer de 1972. Amb Vanessa Redgrave, Diana Quick i Barbara Windsor.[48][49]
- National Theatre (Olivier Theatre), 13 de març de 1986. Nova traducció de Robert David MacDonald, dirigida per Peter Wood. Amb Tim Curry com a Macheath, Sally Dexter com a Polly, Joanna Foster com a Lucy i Eve Polycarpou (Adam) com a Jenny.[50][51]
- Donmar Warehouse, 19941994. Traducció de Robert David MacDonald (llibre) i Jeremy Sams (lletra). Amb Tom Hollander com a Macheath i Sharon Small com a Polly. Aquesta producció va publicar una gravació del repartiment i va ser nominada a Millor Reestrena de Musical i Millor Actuació Secundària en un Musical (per a Tara Hugo com a Jenny) als Premis Laurence Olivier de 1995.
- National Theatre (Cottesloe Theatre) i gira pel Regne Unit, febrer de 2003. Traducció de Jeremy Sams (lletra) i Anthony Meech (llibret), direcció de Tim Baker. .[52]
- National Theatre (Olivier Theatre), del 18 de maig a l'1 d'octubre de 2016. Nova adaptació de Simon Stephens, dirigida per Rufus Norris. Amb Rory Kinnear com a Macheath, Rosalie Craig com a Polly, Nick Holder com a Peachum, Haydn Gwynne com a Mrs. Peachum (nominada a la millor actriu secundària en un musical als Premis Laurence Olivier del 2017), Sharon Small com a Jenny, Peter de Jersey com a Brown.[53] Aquesta producció es va emetre en directe als cinemes de tot el món a través de NT Live el 22 de setembre.
- El 2014, la traducció de Robert David MacDonald i Jeremy Sams (utilitzada anteriorment el 1994 al Donmar Warehouse) va fer una gira pel Regne Unit, presentada per la Graeae Theatre Company amb Nottingham Playhouse, New Wolsey Theatre Ipswich, Birmingham Repertory Theatre and West Yorkshire Playhouse.[54]

### Estats Units
El 1946, es van fer quatre representacions de l'obra a la Universitat d'Illinois a Urbana, i la Universitat Northwestern en va fer sis el 1948 a Evanston, Illinois. El 1952, Leonard Bernstein va dirigir un concert de l'obra al Festival d'Arts Creatives de la Universitat Brandeis a l'Amfiteatre Adolph Ullman de Waltham, Massachusetts , davant d'un públic de gairebé 5.000 persones. Marc Blitzstein, que va traduir l'obra, va ser el narrador.
S'han muntat almenys cinc reposicions a Broadway i a l'Off-Broadway a la ciutat de Nova York.
El 1956, Lotte Lenya va guanyar un premi Tony pel seu paper de Jenny, l'única vegada que una actuació de l'off-Broadway ha estat tan guardonada, a la versió una mica suau de Blitzstein de The Threepenny Opera, que es va representar a l'off-Broadway al Theater de Lys a Greenwich Village durant un total de 2.707 funcions, començant amb una temporada interrompuda de 96 funcions el 1954 i reprenent-se el 1955. Blitzstein havia traduït l'obra a l'anglès i havia suavitzat algunes de les seves aspres. Durant el transcurs de la seva temporada, la producció va comptar amb Scott Merrill com a Macheath; Edward Asner com a Mr. Peachum; Charlotte Rae (més tard Carole Cook, anunciada com a Mildred Cook, després Jane Connell) com a Mrs. Peachum; Jo Sullivan Loesser com a Polly; Bea Arthur com a Lucy; Jerry Orbach com a PC Smith, el cantant de carrer i Mack; John Astin com a Readymoney Matt/Matt de la Casa de la Moneda; i Jerry Stiller com a Crookfinger Jake.
Una producció de nou mesos entre 1976 i 1977 va tenir una nova traducció de Ralph Manheim i John Willett per al Festival Shakespeare de Nova York de Joe Papp al Vivian Beaumont Theater del Lincoln Center, dirigida per Richard Foreman, amb Raul Julia com a Macheath, Blair Brown com a Lucy i Ellen Greene com a Jenny. La producció va rescindir algunes de les modificacions de Blitzstein. Els crítics estaven dividits: Clive Barnes la va qualificar de "la cosa més interessant i original que Joe Papp... ha produït", mentre que John Simon va escriure "No puc començar a enumerar tots els danys infligits a l'obra mestra de Bertolt Brecht i Kurt Weill."
Una producció de Broadway de 1989, anunciada com a 3 Penny Opera, traduïda per Michael Feingold, va estar protagonitzada per Sting com a Macheath. El repartiment també incloïa Georgia Brown com a Mrs. Peachum, Maureen McGovern com a Polly, Kim Criswell com a Lucy, KT Sullivan com a Suky Tawdry i Ethyl Eichelberger com a Street Singer. La producció no va tenir èxit.
Adaptada liberalment pel dramaturg Wallace Shawn, l'obra va ser portada de nou a Broadway per la Roundabout Theatre Company a l'Studio 54 el març de 2006 amb Alan Cumming interpretant Macheath, Nellie McKay com Polly, Cyndi Lauper com Jenny, Jim Dale com Mr Peachum, Ana Gasteyer com Mrs Peachum, Carlos Leon com Filch, Adam Alexi-Malle com Jacob i Brian Charles Rooney com a Lucy. Al repartiment hi havia artistes drag. El director va ser Scott Elliott, la coreògrafa Aszure Barton i, tot i que no va ser adorada per la crítica, la producció va ser nominada al Premi Tony a la millor reestrena de musical. Jim Dale també va ser nominat al Tony al millor actor secundari. La temporada va acabar el 25 de juny de 2006.
L'Acadèmia de Música de Brooklyn va presentar una producció dirigida per Robert Wilson i amb el Berliner Ensemble durant només unes poques actuacions a l'octubre de 2011. L'obra es va presentar en alemany amb supertítols en anglès utilitzant la traducció de John Willett de 1976. El repartiment incloïa Stefan Kurt com a Macheath, Stefanie Stappenbeck com a Polly i Angela Winkler com a Jenny. La crítica de The Village Voice va dir que la producció "va convertir la crida d'atenció de la classe mitjana de Brecht i Weill en un entreteniment mort per a la gent rica. La seva posada en escena gelida i els seus records pàl•lids i quasi abstractes del disseny de l'època expressionista suggerien que els guionistes podrien haver estat intentant perpetrar un remake artístic del Cabaret de Kander i Ebb.
Les produccions regionals inclouen:
- La Charles Playhouse de Boston , del 27 d'abril al 6 de juny de 1982. Adaptada per Marc Blitzstein i dirigida per Geraldine Fitzgerald, la producció va estar protagonitzada per Elly Stone, Timothy Landfield, Jessica James i Maryann Plunkett.[60]
- El Festival de Teatre de Williamstown, Massachusetts, al juny i juliol de 2003. Dirigit per Peter Hunt, el musical va ser protagonitzat per Jesse L. Martin com a Mack, Melissa Errico com a Polly, David Schramm com a Peachum, Karen Ziemba com a Lucy Brown i Betty Buckley com a Jenny. La producció va rebre crítiques favorables.[61][62][63][21]

## Adaptacions cinematogràfiques
El director alemany G.W. Pabst va fer una versió en alemany i francès simultàniament el 1931, una pràctica habitual en els primers temps del cinema sonor.
Una altra versió, Die Dreigroschenoper, va ser dirigida per Wolfgang Staudte a Alemanya Occidental el 1963, protagonitzada per Curd Jürgens com a Macheath, Hildegard Knef com a Jenny, Gert Fröbe com a Peachum i Sammy Davis Jr. com a cantant de Moritat.
El 1989 es va estrenar una versió americana (rebatejada com a Mack the Knife) dirigida per Menahem Golan, amb Raul Julia com a Macheath, Richard Harris com a Peachum, Julie Walters com a Mrs. Peachum, Bill Nighy com a Tiger Brown, Julia Migenes com a Jenny i Roger Daltrey com a Street Singer.

## Adaptacions radiofòniques
L'octubre de 1978, BBC Radio 3 va emetre una producció radiofònica completa de la traducció de Ralph Manheim/John Willett dirigida per Ian Cotterell i Elaine Padmore per celebrar el 50è aniversari de la publicació de The Threepenny Opera. El repartiment incloïa Paul Bentley com a Macheath, Sarah Badel com a Polly (amb les seves cançons cantades per Elaine Padmore), Johanna Peters com a Mrs. Peachum, Harold Kasket com a Mr. Peachum, Jan Waters com a Lucy, Julia McKenzie com a Jenny, Peter Pratt com a Tiger Brown, Roderick Horn com a cantant de balades i John Hollis com a narrador.
El 2009, BBC Radio 3, en col·laboració amb la BBC Philharmonic, va emetre una producció radiofònica completa de la traducció de Michael Feingold dirigida per Nadia Molinari amb la música interpretada per la BBC Philharmonic. El repartiment incloïa Joseph Millson com a Macheath, Elen Rhys com a Polly/Whore, Ruth Alexander-Rubin com a Mrs. Peachum/Whore, Zubin Varla com a Mr. Peachum/Rev. Kimball, Rosalie Craig com a Lucy/Whore, Ute Gfrerer com a Jenny, Conrad Nelson com a Tiger Brown i HK Gruber  (que també dirigia l'orquestra) com a cantant de balades.

## Enregistraments
Les gravacions són en alemany, llevat que s'especifiqui el contrari.
- Die Dreigroschenoper, 1930, a Telefunken. Abridged/incomplete. Lotte Lenya (Jenny), Erika Helmke (Polly), Willy Trenk-Trebitsch (Macheath), Kurt Gerron (Moritatensänger; Brown), i Erich Ponto (Peachum). de Band, conducted by Theo Mackeben. Released on CD by Teldec Classics in 1990.
- The Threepenny Opera, 1954, a Decca Broadway 159 463. En anglès. Lletra de Marc Blitzstein. El repartiment de Broadway dels anys cinquanta, protagonitzat per Jo Sullivan (Polly Peachum), Lotte Lenya (Jenny), Charlotte Rae (Mrs Peachum), Scott Merrill (Macheath), Gerald Price (Street Singer), i Martin Wolfson (Peachum). Bea Arthur canta Lucy, normalment un paper petit, aquí amb un número addicional assignat. Enregistrament complet de la partitura, sense diàlegs parlats. Dirigida per Samuel Matlowsky.
- Die Dreigroschenoper, 1955, a Vanguard 8057, amb Anny Felbermayer, Jenny Miller, Rosette Anday, Helge Rosvaenge, Alfred Jerger i Liane Augustin. Orquestra de l'Òpera Estatal de Viena dirigida per F. Charles Adler.
- Die Dreigroschenoper, 1958, a CBS MK 42637. Lenya, que també va supervisar la producció, Johanna von Koczian, Trude Hesterberg, Erich Schellow, Wolfgang Neuss, i Willy Trenk-Trebitsch, Arndt Chorus, Orquestra Sender Freies Berlin, dirigida per Wilhelm Brückner-Rüggeberg. Enregistrament complet de la partitura, sense diàlegs parlats.
- Die Dreigroschenoper, 1966, Dirigida per Wolfgang Rennert a Philips. Ambh Karin Hübner, Hans Korte i Franz Kutschera.
- The Threepenny Opera, 1976, a Columbia PS 34326. Dirigida per Stanley Silverman. En anglès, nova traducció de Ralph Manheim i John Willett. Protagonitzada pel repartiment del New York Shakespeare Festival, incloeny Raúl Juliá (Macheath), Ellen Greene (Jenny), Caroline Kava (Polly), Blair Brown (Lucy), C. K. Alexander (Peachum) i Elizabeth Wilson (Mrs Peachum)
- Die Dreigroschenoper, 1968, a Polydor 00289 4428349 (2 CDs). Hannes Messemer (MM), Helmut Qualtinger (P), Berta Drews (MsP), Karin Baal (Polly), Martin Held (B), Hanne Wieder (J), Franz Josef Degenhardt (Mor). Dirigida per James Last. L'únic enregistrament, fins al moment, que conté tot el diàleg parlat
- Die Dreigroschenoper, 1988, a Decca 430 075. René Kollo (Macheath), Mario Adorf (Peachum), Helga Dernesch (Mrs Peachum), Ute Lemper (Polly), Milva (Jenny), Wolfgang Reichmann (Tiger Brown), Susanne Tremper (Lucy), Rolf Boysen (Herald). RIAS Berlin Sinfonietta, John Mauceri.[67]
- Die Dreigroschenoper, 1990, a Koch International Classics 37006. Manfred Jung (Macheath), Stephanie Myszak (Polly), Anelia Shoumanova (Jenny), Herrmann Becht (Peachum), Anita Herrmann (Mrs Peachum), Eugene Demerdjiev (Brown), Waldemar Kmentt (Street Singer); Bulgarian Television and Radio Mixed Choir and Symphony Orchestra, Victor C. Symonette
- The Threepenny Opera, 1994, a CDJAY 1244. En anglès. Donmar Warehouse (Londres) production. Traduïda per Robert David Macdonald (lletres de Jeremy Sams). Dirigida per Gary Yershon. Amb Sharon Small (Polly Peachum), Tara Hugo (Jenny), Natasha Bain (Lucy Brown), Tom Hollander (Macheath), Simon Dormandy (Tiger Brown), Beverley Klein (Mrs Peachum) i Tom Mannion (Mr Peachum).
- Die Dreigroschenoper, 1997, a Capriccio. Dirigida per Jan Latham-König, amb Ulrike Steinsky, Gabriele Ramm, Jane Henschel, Walter Raffeiner, Rolf Wollrad, i Peter Nikolaus Kante.
- Die Dreigroschenoper, 1999, BMG Classics 74321-66133, Ensemble Modern, HK Gruber (dirigida per, Mr Peachum), Max Raabe (Macheath), Sona MacDonald (Polly), Nina Hagen (Mrs Peachum), Timna Brauer (Jenny), Hannes Hellmann (Tiger Brown)